# Kościół Chrystusa Dobrego Pasterza w Tarnowie
Kościół Chrystusa Dobrego Pasterza w Tarnowie – rzymskokatolicki kościół parafialny należący do parafii pod tym samym wezwaniem (dekanat Tarnów Północ diecezji tarnowskiej).
Jest to świątynia wzniesiona w 1996–2004 według projektu architekta Ottona Schiera. Konsekrowana została w dniu 28 października 2012 roku przez biskupa tarnowskiego Andrzeja Jeża.
Budowla jest dwukondygnacyjna, może pomieścić około 2000 wiernych, w tym 1000 miejsc siedzących; długość świątyni to 31,5 m, wysokość w najwyższym punkcie to 30 m. Powierzchnia kościoła górnego i dolnego to około 1350 metrów kwadratowych. Wysokość wieży to 58 metrów. Tabernakulum znajdujące się w centralnej części prezbiterium zostało podarowane przez parafię Najświętszego Serca Pana Jezusa z Tarnowa. Kosztem parafian zostało odnowione. Na tabernakulum jest umieszczony pelikan – symbol Chrystusa pierwszych chrześcijan. Na chórze znajdują się 27-głosowe organy piszczałkowe wybudowane w latach 2012–2015. Świątynia nie jest orientowana.